# Louise Van den Berghe
Louise Van den Berghe is een Belgisch amateur golfster. Ze was speelster en captain van het nationale team. 

## Levensloop
Van 1959-1980 was zij de non-playing captain van het nationale damesteam. In 1966 werd haar team vierde op het Wereldkampioenschap in Mexico. Het team bestond toen uit  Corinne Reybroeck, Arlette Jacquet, Louise van den Berghe en Mw Chaudoir. In 1988 was ze spelend captain   bij het Europees Kampioenschap op Waterloo in 1988.
Vier keer speelde ze in de Vagliano Trophy (Continentaal Europa tegen Groot-Brittannië & Ierland), op Gullane, Villa d'Este, Eindhoven en Berkshire.
Toen het Belgian International Juniors Tournament in 1979 werd opgericht, doneerde zij de trofee voor de winnares.

## Gewonnen
- Nationaal kampioene in 1968, 1970 en 1972
- Omnium in 1977 en 1978
- NK Mixed Foursome met Edouard Carbonnelle in 1961
- NK Dames Foursome met Jean Sirtaine in 1955 en 1957
- Spaans Amateur in 1961

## Teams
- Vagliano Trophy: 4x